# Войнешть (комуна, Димбовіца)
Войнешть, Войнешті (рум. Voinești) — комуна у повіті Димбовіца в Румунії. До складу комуни входять такі села (дані про населення за 2002 рік):
- Ізвоареле (722 особи)
- Войнешть (1615 осіб) — адміністративний центр комуни
- Джеменя-Бретулешть (1193 особи)
- Лунка (146 осіб)
- Манга (734 особи)
- Минжина (198 осіб)
- Ончешть (888 осіб)
- Судулень (750 осіб)

Комуна розташована на відстані 97 км на північний захід від Бухареста, 23 км на північний захід від Тирговіште, 140 км на північний схід від Крайови, 70 км на південний захід від Брашова.

## Населення
За даними перепису населення 2002 року у комуні проживали 6246 осіб.
Національний склад населення комуни:
| Національність   | Кількість осіб | Відсоток |
| ---------------- | -------------- | -------- |
| румуни           | 6240           | 99,9%    |
| угорці           | 3              | < 0,1%   |
| цигани           | 1              | < 0,1%   |
| німці            | 1              | < 0,1%   |
| росіяни-липовани | 1              | < 0,1%   |

Рідною мовою назвали:
| Мова      | Кількість осіб | Відсоток |
| --------- | -------------- | -------- |
| румунська | 6241           | 99,9%    |
| угорська  | 3              | < 0,1%   |
| німецька  | 1              | < 0,1%   |
| російська | 1              | < 0,1%   |

Склад населення комуни за віросповіданням:
| Релігія            | Кількість осіб | Відсоток |
| ------------------ | -------------- | -------- |
| православні        | 6173           | 98,8%    |
| лютерани           | 39             | 0,6%     |
| адвентисти         | 13             | 0,2%     |
| бретрени           | 9              | 0,1%     |
| римо-католики      | 7              | 0,1%     |
| п'ятдесятники      | 4              | 0,1%     |
| не вказали релігію | 1              | < 0,1%   |

## Зовнішні посилання
- Дані про комуну Войнешть на сайті Ghidul Primăriilor [Архівовано 19 березня 2012 у Wayback Machine.]